# چوب‌خزک پشت‌زیتونی
چوب‌خزک پشت‌زیتونی (نام علمی: Xiphorhynchus triangularis) گونه‌ای از پرندگان در زیرتیرهٔ چوب‌خزکان (Dendrocolaptinae) از تیرهٔ تنورمرغان (Furnariidae) است. در بولیوی، کلمبیا، اکوادور، پرو و ونزوئلا یافت می‌شود.